# دورل رایت
دورل رایت (انگلیسی: Dorell Wright؛ زادهٔ ۲ دسامبر ۱۹۸۵) بازیکن بسکتبال اهل ایالات متحده آمریکا است.
از باشگاه‌هایی که در آن بازی کرده‌است می‌توان به میامی هیت، فیلادلفیا سونتی‌سیکسرز، پورتلند تریل بلیزرز، و گلدن استیت واریرز اشاره کرد.